# Medinilla rubrifolia
Medinilla rubrifolia är en tvåhjärtbladig växtart som beskrevs av Rudolf Mansfeld. Medinilla rubrifolia ingår i släktet Medinilla och familjen Melastomataceae. Inga underarter finns listade i Catalogue of Life.